# ابراهیم اسکندر
سلطان إبراهیم ابن المرحوم سلطان إسکندر ( زادهٔ ۲۲ نوامبر ۱۹۵۸) هم اکنون هفدهمین یانگ دی‌پرتوان آگونگ (پادشاه مالزی) و پنجمین سلطان جوهُر  است.
سلطان ابراهیم که فردی علاقمند به موتورسیکلت است، بنیانگذار رویداد سالانه تور موتورسواری کمبارا مهکوتا جوهر (Kembara Mahkota Johor) است.
در روز ۲۷ اکتبر ۲۰۲۳، او برای یک دوره پنج ساله به عنوان یانگ دی‌پرتوان آگونگ مالزی (پادشاه مالزی) انتخاب گردید که دوره تصدی او از روز ۳۱ ژانویه ۲۰۲۴ شروع شد. در روز ۳۱ ژانویه ۲۰۲۴، او تحت عنوان هفدهمین یانگ دی‌پرتوان آگونگ مالزی، سوگند به جا آورد.